# Kumba
Kumba este un oraș din Camerun. Este cunoscut pentru comerțul cu cacao și ulei de palmier.